# エリゾヴォ
エリゾヴォ（イェリゾヴォ、ロシア語: Е́лизово；英：Yelizovo）はロシア極東部・カムチャツカ地方南部にある都市。人口は約4万人。

## 地理
エリゾヴォはカムチャツカ半島南部の太平洋側にあり、カムチャツカの中心都市ペトロパブロフスク・カムチャツキーからは北西へ32km離れている。アヴァチャ湾に注ぐアヴァチャ川に面しており、河口の三角州からは20kmほど遡ったところにある。
エリゾヴォの南東にはカムチャツカの玄関口でカムチャツカ最大の空港であるペトロパブロフスク・カムチャツキー空港（エリゾヴォ空港）がある。またソ連時代以来の大規模な宇宙観測施設 NIP-6も近くにある。ペトロパブロフスク・カムチャツキーと半島北部のウスチ＝カムチャツクを結ぶ、カムチャツカの主要道路 R474号線が通り、南のヴィリュチンスクへ伸びる道路がここで分かれている。

## 歴史
古くからイテリメン人が住んでいた場所であったが、1848年にロシア人の村落スタールイ・オストログ（Ста́рый Остро́г）が誕生し、1897年にはザヴォイコ（Заво́йко）と改名した。これは1854年、クリミア戦争に伴い起こった英仏連合軍のペトロパブロフスク・カムチャツキー攻略戦で、街の守備に当たったロシア海軍提督ヴァシーリー・ザヴォイコ（Василий Степанович Завойко, Vasily Zavoyko）にちなむ。
1922年にカムチャツカで死んだパルチザンの G.エリゾヴァにちなんで、1924年にエリゾヴォへと改名し、1964年に都市型集落へ、1975年に市へ昇格した。

## 産業と文化
エリゾヴォはこの地域の観光の拠点になっている。カムチャツカで消費される野菜・肉・乳酸品などを生産する農業地帯の中心でもある。食品加工業のほか、木材加工や建設業も立地する。
町には歴史博物館とクロノツキー自然保護区博物館がある。